# Gnypeta incrassata
Gnypeta incrassata är en skalbaggsart som beskrevs av Thomas Casey 1906. Gnypeta incrassata ingår i släktet Gnypeta och familjen kortvingar. Inga underarter finns listade i Catalogue of Life.